# Spencer Tunick

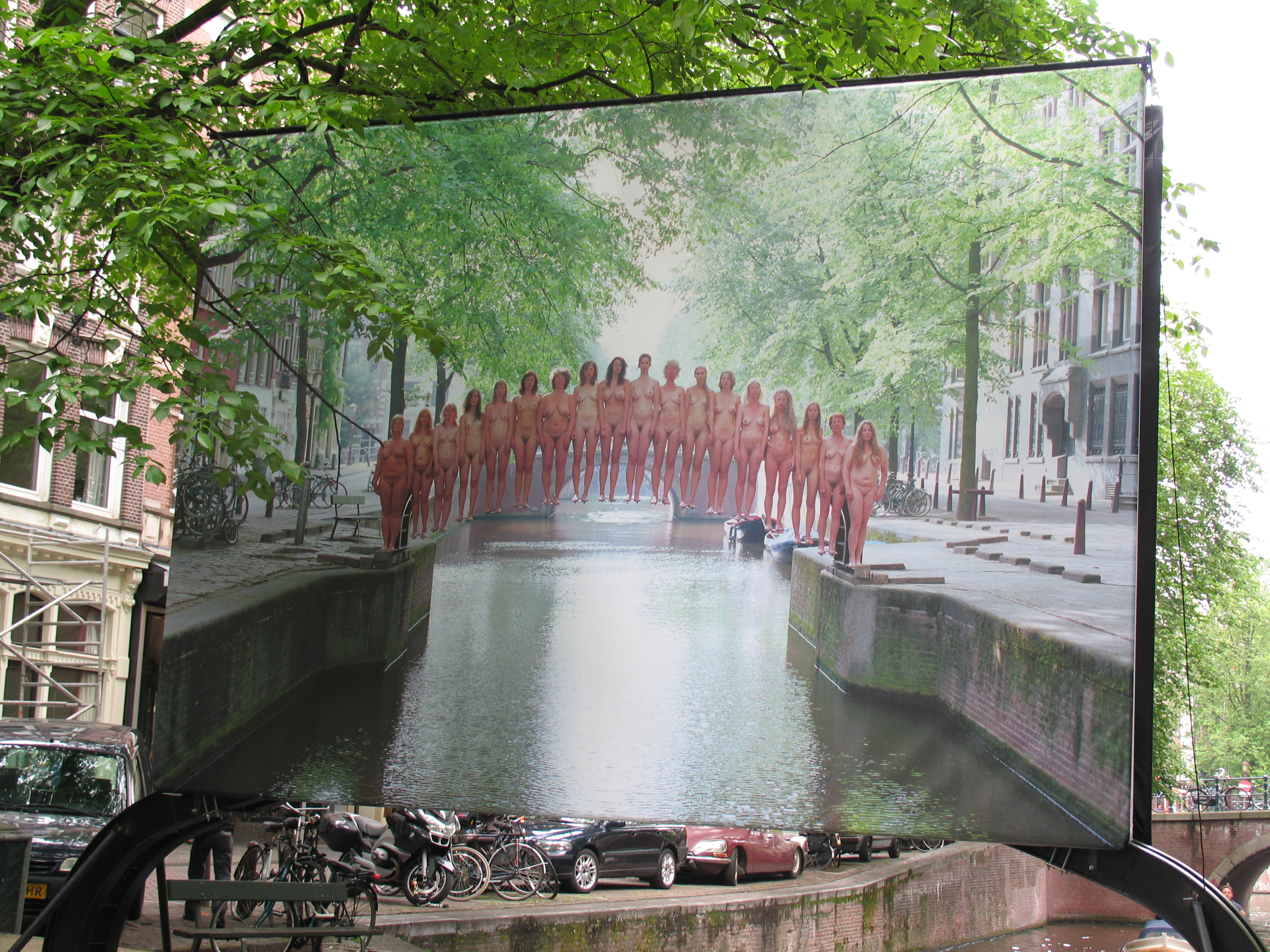
Installation i Amsterdam 2007.

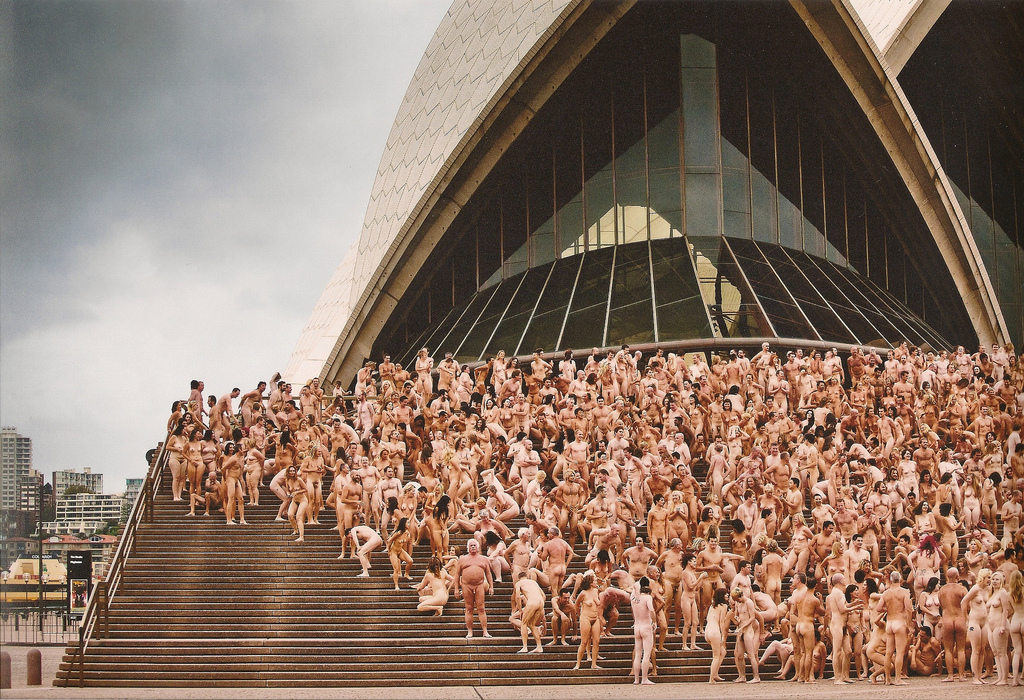
Bild från installation 2010 med ca 5000 deltagare vid Sydney Opera House.

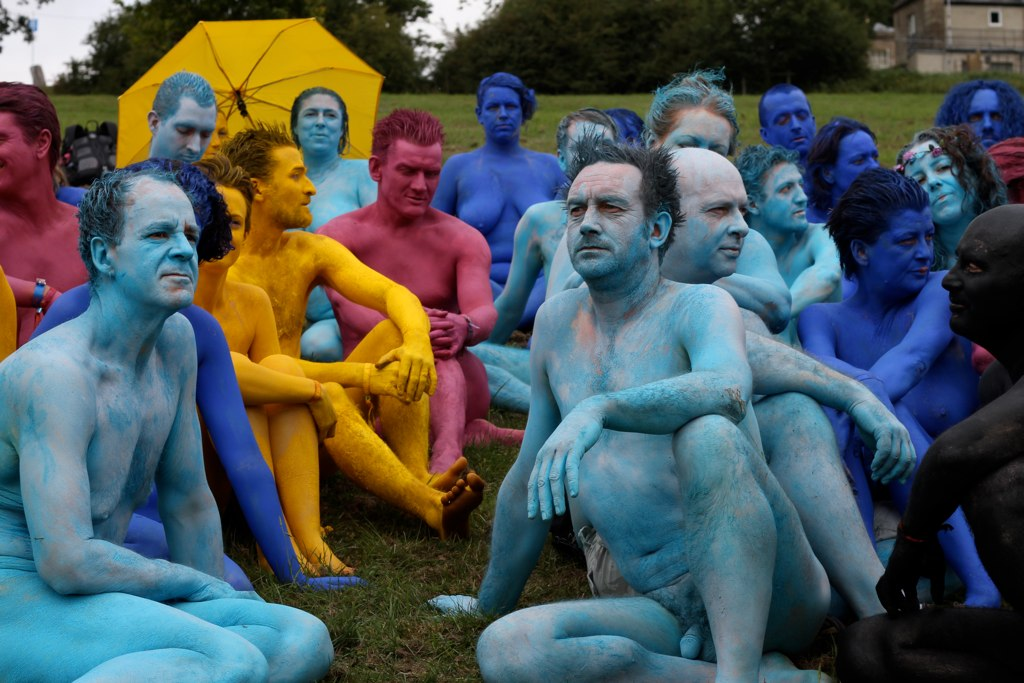
Bild från installation 8 augusti 2010 med ca 700 deltagare på Big Chill Festival i Herefordshire, i fem nyanser av kroppsfärg i en hyllning till Yves Klein, Mark Rothko och Ellsworth Kelly.

Spencer Tunick, född den 1 januari 1967 i Middletown i Orange County i New York, är en amerikansk fotograf och konstnär, mest är känd för många storskaliga konstinstallationer med nakna människor på olika platser på Jorden.

## Biografi
Spencer Tunick växte upp i New York. År 1986 besökte han London, där han fotograferade en naken person vid en busshållplats och en stor grupp nakna kvinnor i Alleyn's Schools Lower School Hall i Dulwich, London.
År 1992 började han filma och fotografera nakna personer på offentliga platser i New York. Hans tidiga verk från denna period var inriktade på ensamma eller mindre grupper av nakna personer. Tunick beskriver att år 1994, då han själv deltog tillsammans med 28 andra nakna personer framför FN:s byggnad på Manhattan, blev en vändpunkt i hans arbete: "It all started there, moving my work from just photography into installation and performance photography".
Därefter har han betraktat sina verk som i första hand performance och installationer som han dokumenterat. Sedan 1994 har han organiserat och genomfört mer än 75 verk i USA och på andra platser.
Sedan 1992 har Tunick blivit arresterad fem gånger vid arbeten utomhus i New York City. Efter femte gången 1999, stämde han staden för att skydda sig själv och deltagarna från framtida arrestering. År 2000 kom ett domstolsbeslut om att hans arbete skyddades av konstitutionen. Men när han efter detta sökte tillstånd för en installation I New York så godkändes den inte. Därefter har han gjort många installationer i andra länder.
Hans filosofi är att:
"individuals en masse, without their clothing, grouped together, metamorphose into a new shape. The bodies extend into and upon the landscape like a substance. These grouped masses which do not underscore sexuality become abstractions that challenge or reconfigure one's views of nudity and privacy."
Installationerna uttrycker en tydligt avsexualiserad nakenhet. De har ibland utförts i samarbete med Greenpeace och berör hållbarhet, landskap, miljö och uttrycker naturismens ideal och en livsstil i harmoni med naturen som uppmuntrar självkänsla, respekt för andra och omgivningen. Installationerna har genomförts i många olika länder som villigt accepterat att 100-tals eller 1000-tals nakna människor samlats på centrala platser i stora städer.
Ibland placerar Tunick deltagarna efter kön, hårlängd, ålder eller andra yttre egenskaper. Vid registrering för deltagande på hans hemsida finns frågor om hudens färg och ton med en färgkarta. Vid installationerna använder har detta då han placerar deltagarna. Tunick är också intresserad av sammanställningen av det organiska och det mekaniska. Han väljer ofta kända byggnader eller ovanliga konstruktioner som bakgrund.
Den hittills största installationen genomfördes den 6 maj 2007, då 18 000 nakna personer deltog och låg i fosterställning på Zócalotorget i Mexico City.

## Kända installationer
- 1999: Wien i innerstaden
- 2001: Melbourne i Royal Botanic Gardens
- 2001: Montreal ca 3000 deltagare på Place des Arts
- 2001: Greenwich 400 deltagare vid Cutty Sark
- 2002: São Paulo under Biennale von São Paulo
- 2002: Neuchâtel under Expo.02
- 2003: London 160 deltagare framför Saatchi Gallery och 500 vid Selfridges
- 2003: Barcelona, med 7000 personer framför Institut de Cultural
- 2004: Cleveland, med 2754 deltagare
- 2004: Buffalo med 1800 deltagare vid järnvägsstationen
- 2005: Newcastle upon Tyne och Gateshead 1700 personer vid Gateshead Millennium Bridge
- 2005: Brygge vid Kulturfestivalen Corpus 05 med 1.249 män och 701 kvinnor
- 2005: Lyon, 1 493 personer vid Rhône
- 2006: Caracas, Venezuela med ca 1500 deltagare
- 2006: San Sebastián med ca 1200 deltagare
- 2006: Düsseldorfmed med ca 840 deltagare Museum Kunstpalast
- 2007: Amsterdam, på fyra platser med ca 2000 deltagare
- 2007: Mexico city, Plaza de la Constitución med ca 18000 deltagare
- 2007: Schweiz Aletschgletscher med ca 600 deltagare
- 2008: Wien Ernst-Happel-Stadion med ca 2000 deltagare
- 2008: England, Blarney Castle, vid med ca 1000 deltagare
- 2008: Dublin
- 2009: Frankrike Macon 700 deltagare vid en vingård
- 2010: Sydney Operan med 5200 deltagare
- 2011: Israel, Döda havet, med 1200 deltagare
- 2012: München Operan, med scener från Wagners Niebelungen Ring
- 2013: Nevada, Black Rock Desert
- 2014: New York, Woodridge
- 2014: Mexiko, San Miguel de Allende
- 2015: New York, Garner Arts Center
- 2016: Bogotá, Colombia, Museum of Modern Art, 6000 deltagare
- 2016: England, Kingston med 3200 deltagare med blå kroppsfärg
- 2016: Cleveland, Ohio med 100 kvinnor med speglar, symboliserande kvinnors visdom
- 2016: Israel, San Miguel de Allende
- 2016: Israel, Döda havet